# Айлант найвищий

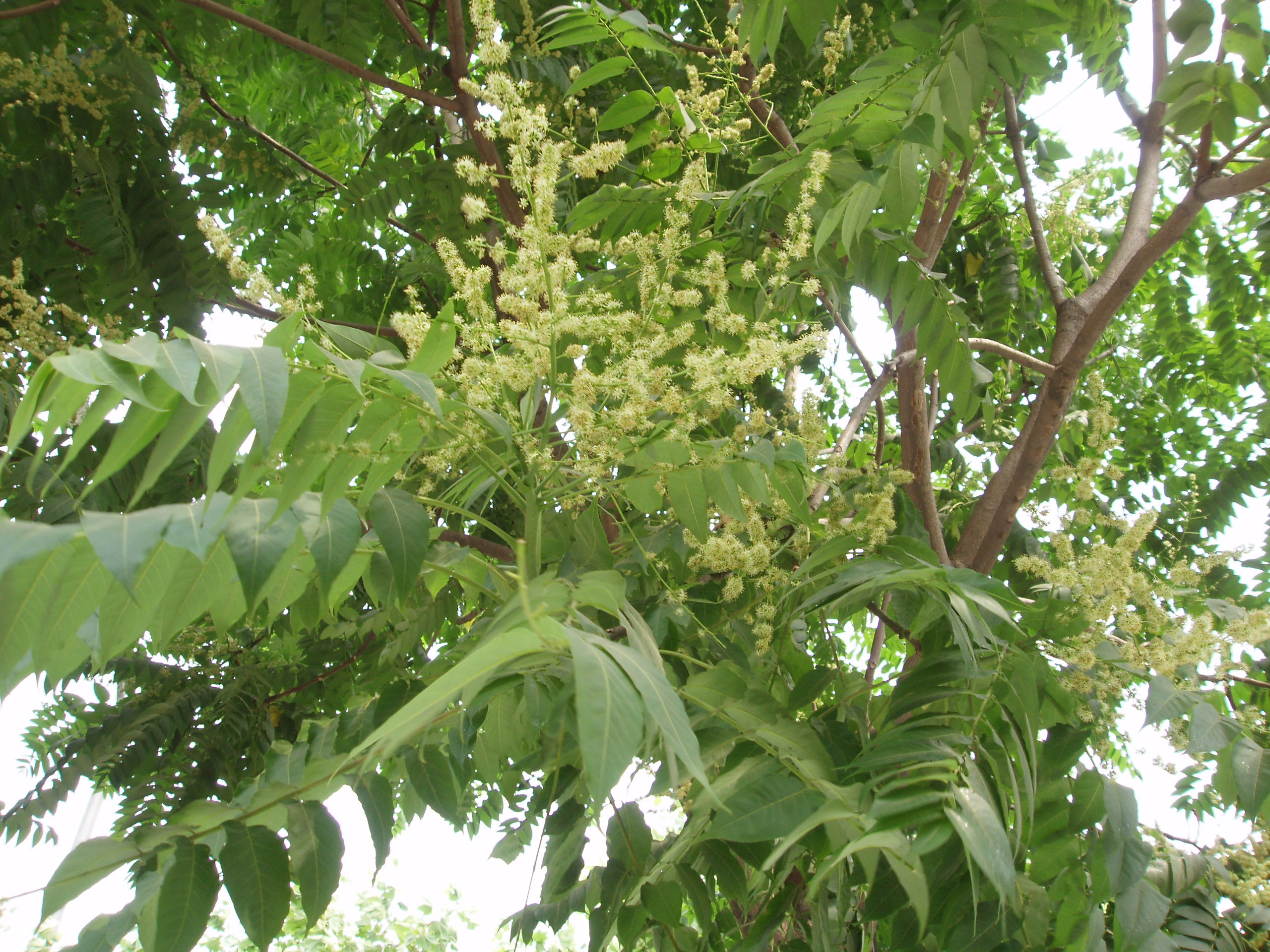

Айла́нт найви́щий (Ailanthus altissima) — вид дерев з роду айлант родини симарубових. Виявляє схильність до алелопатії. 
В 2023 році, згідно наказу Міністра захисту довкілля та природних ресурсів України № 695/39751 від 05.05.2023 року включений до "Переліку чужорідних видів дерев, заборонених у відтворенні лісів", з відповідною забороною використовувати його для створення та відновлення лісів та полезахисних смуг в Україні.

## Назви
Назва походить від ailanto, що на одному з індонезійських діалектів означає «дерево богів».
Синоніми: 
- (Базіонім): Toxicodendron altissimum (Miller; 1768).
- див. таксобокс.

Народні назви рослини: чумак, галаус, рай-дерево, темноцвітник, китайський ясен.

## Поширення
Батьківщиною айланта найвищого є Китай, де дерево здавна культивується для розведення айлантового шовкопряда.
Культивується в Європі і Північній Америці як озеленювальна і декоративна рослина. В 1751 році завезений на Північний Кавказ, в Астрахань і Крим. Звичайний у містах південних областей України, використовується для озеленення Олешківських пісків. 
Дерево невимогливе до ґрунту і посухи. Утворює рясні хащі. У багатьох місцях здичавіло, утворює зарості вздовж доріг, по ярах, біля занедбаних будівель. 
У Криму, особливо на Південному березі Криму, завдяки своєму специфічному запаху не має природних ворогів і витісняє місцеві види.

## Опис
Дерево швидко росте, досягаючи висоти 20-30 м, однорічна поросль може досягати висоти 3 м. 
Листки складні, непарно- або парноперисті, завдовжки до 60 см. (у молодих дерев — до 1 м). При деформації видають специфічний неприємний запах. Серцевина стовбура пориста і м'яка. 
Квітки одностатеві, у волотистих суцвіттях завдовжки до 20 см. Плід — крилатка. Насіння отруйне.